# Zarek
Zarek è un membro della razza aliena dei Kree, e vive nell'Universo Marvel.
Il personaggio è stato creato da Stan Lee e Jack Kirby sulle pagine di Marvel Super-Heroes 12 (dicembre 1967).
Il ruolo di Zarek è quello di Ministro Imperiale all'interno dell'Impero Kree, ed è colui che ha scelto Capitan Marvel come spia sulla Terra. In seguito Zarek ha complottato assieme a Ronan l'Accusatore per spodestare la Suprema Intelligenza, ma venne sconfitto da Capitan Marvel. Zarek viene considerato così un traditore e bandito dall'Impero Kree, e agendo come rinnegato inizia a guidare una banda di ribelli Kree conosciuta come Legione Lunare.
Assieme a essa crea il letale Nitro, e si unisce a un piano per usare Capitan Marvel per distruggere la Suprema Intelligenza, ma è lui a essere sconfitto da Mar-Vell.